# Theope orphana
Espèce
Theope orphana est une espèce d'insectes lépidoptères appartenant à la famille  des Riodinidae et au genre Theope.

## Taxonomie
Theope comosa[Quoi ?] a été décrit par Hans Ferdinand Emil Julius Stichel en 1911 sous le nom de Dinoplotis orphana.

## Description
Theope orphana est un papillon aux ailes antérieures à l'apex anguleux, au dessus marron roux.
Le revers des ailes antérieures sont ocre foncé avec une ligne submarginale incomplète de triangles ocre pupillés de noir débutant à l'apex. Les ailes postérieures sont ocre foncé avec une ligne submarginale complète de triangles ocre pupillés de noir.

## Biologie
Son vol serait à l'aurore et au crépuscule.

## Écologie et distribution
Theope orphana est présent en Guyane, en Guyana, au Surinam et au Brésil,.

### Protection
Pas de statut de protection particulier.